# 内谢·梅尔詹
内谢·梅尔詹（土耳其語：Neşe Mercan，1994年9月19日—），土耳其女子盲人门球运动员。她曾代表土耳其参加2016年夏季残疾人奥林匹克运动会盲人门球比赛，获得一枚金牌。